# Пятьсот рублей (Беларусь)
Пятьсо́т рубле́й (бел. Пяцьсот рублёў) — номинал банкноты, использующейся в Беларуси с 1992 года. На сегодняшний день является самым крупным номиналом банкноты в республике. 500 рублей образца 1992 года — единственная банкнота за всю историю Беларуси, где есть надпись на русском языке, а именно «ПОДВИГ НАРОДА» на лицевой стороне.

## История
Первая 500-рублёвая банкнота в Беларуси была введена в обращение 8 декабря 1992 года. Выведена из обращения 1 января 2001 года. 1 января 2000 года была введена новая банкнота достоинством в 500 рублей, соответствующая 500 000 рублей образца 1998 года. Выведена из обращения 1 декабря 2017 года.
В связи с проведением денежной реформы с 1 июля 2016 года в обращение была введена новая банкнота номиналом в 500 рублей образца 2009 года, соответствующая 25 банкнотам по 200 000 рублей образца 2000 года. Новые денежные знаки были отпечатаны британской фирмой «De La Rue» ещё в 2009 году. Ввести новые банкноты в обращение в год изготовления не позволил кризис, из-за чего их передали в Центральное хранилище Национального банка.

## Характеристика

### 500 рублей 1992 года
На лицевой стороне изображена площадь Победы в Минске. В центре находится обелиск, венчающийся 3-метровым Орденом Победы. На заднем плане размещён один из полукруглых домов, на котором написано «ПОДВИГ НАРОДА». В правом верхнем углу помещена надпись «ПЯЦЬСОТ РУБЛЁЎ» и цифровое обозначение номинала — «500». Слева от изображения в узорном орнаменте размещено крупное цифровое обозначение номинала, а над ним — номер и серия банкноты. Слева вверху изображён специальный узорный элемент. В нижней части банкноты проходит узорная кайма, обрамлённая защитными надписями в 3 строки сверху и снизу «РЭСПУБЛІКАБЕЛАРУСЬ», выполненными мелким шрифтом.
На оборотной стороне в узорном орнаменте помещён герб Погоня, слева и справа от которого изображены цифровые обозначения номинала. В верхней части банкноты через всё поле проходит узорная кайма, в нижней части проходят две узорные каймы, между которыми размещается надпись «РАЗЛІКОВЫ БІЛЕТ НАЦЫЯНАЛЬНАГА БАНКА БЕЛАРУСІ». В правой нижней части обозначен год — «1992». В верхней правой части надпись мелкими буквами «ПАДРОБКА РАЗЛІКОВЫХ БІЛЕТАЎ НАЦЫЯНАЛЬНАГА БАНКА БЕЛАРУСІ ПРАСЛЕДУЕЦЦА ПА ЗАКОНУ».

### 500 рублей 2000 года
На лицевой стороне изображён Республиканский дворец культуры профсоюзов с подписью «РЭСПУБЛІКАНСКІ ПАЛАЦ КУЛЬТУРЫ ПРАФСАЮЗАЎ». Слева и справа от изображения помещены графические знаки защиты. В верхней части поля банкноты проходит орнаментальная полоса, в которой помещена надпись «БІЛЕТ НАЦЫЯНАЛЬНАГА БАНКА РЭСПУБЛІКІ БЕЛАРУСЬ», а снизу прилегает защитный микротекст из повторяющейся аббревиатуры «НБРБ», в правой верхней части банкноты на фоне орнаментальной полосы помещена большая аббревиатура «НБРБ». Номинал обозначен цифрами в левой части банкноты, внутри виньетки справа сверху относительно центрального изображения, и словами «ПЯЦЬСОТ РУБЛЁЎ» под изображением музея. В нижней части проходит узорная кайма, к которой сверху прилегает микротекст из повторяющихся чисел «500», в правом нижнем углу банкноты внутри виньетки помещено обозначение года «2000».
На оборотной стороне размещена скульптура с фронтона здания Дворца профсоюзов в Минске. Под центральным изображением помещена большая цифра «500», обозначающая номинал банкноты. Сверху номинал указан словами «ПЯЦЬСОТ РУБЛЁЎ». Серия и номер банкноты размещены слева вверху и справа внизу относительно центральной виньетки. В нижней части купюры надпись: «БІЛЕТ НАЦЫЯНАЛЬНАГА БАНКА РЭСПУБЛІКІ БЕЛАРУСЬ». В правой нижней части обозначен год печати — «2000». В верхней правой части надпись мелкими буквами «ПАДРОБКА БІЛЕТАЎ НАЦЫЯНАЛЬНАГА БАНКА РЭСПУБЛІКІ БЕЛАРУСЬ ПРАСЛЕДУЕЦЦА ПА ЗАКОНУ».

### 500 рублей 2009 года
Размер банкноты 159 × 72 мм. Банкнота посвящена Минску.
На лицевой стороне изображена Национальная библиотека республики, на оборотной — коллаж, посвящённый теме литературы (перо, чернильница, обложки книг, лист папоротника). Слева от основного изображения на незапечатанном поле расположен локальный полутоновый водяной знак, повторяющий фрагмент основного изображения лицевой стороны банкноты. По центру сверху вниз проходит металлизированная защитная нить оконного (ныряющего) типа. Для слабовидящих в левом нижнем углу находится геометрическая фигура имеет увеличенную толщину красочного слоя. Фрагменты изображения номинала вверху слева на лицевой и вверху справа на оборотной сторонах банкнот совмещаются на просвет, образуя цельное изображение номинала банкнот.
На лицевой стороне в крайнем правом углу горизонтально и в левой части вертикально помещена надпись «ПЯЦЬСОТ РУБЛЁЎ». В левом верхнем углу и в центральной части помещено цифровое обозначение номинала — «500». Вверху незапечатанного поля помещены надписи «Старшыня Праўлення» и «2009», а также факсимиле подписи на тот момент главы Нацбанка П. Прокоповича. В верхнем правом углу помещена надпись «НАЦЫЯНАЛЬНЫ БАНК РЭСПУБЛІКІ БЕЛАРУСЬ».
На оборотной стороне в левом нижнем углу помещён номинал банкноты «500 РУБЛЁЎ», а в правом верхнем углу цифровое обозначение номинала — «500», которое при наклоне банкноты меняют цвет. В левом верхнем и правом нижнем углах размещены серия и номер банкноты.

## Памятные банкноты
| Серия                 | Дата выпуска   | Тираж     | Описание банкноты                           | Описание банкноты | Изображение     | Изображение       |
| Серия                 | Дата выпуска   | Тираж     | Лицевая сторона                             | Оборотная сторона | Лицевая сторона | Оборотная сторона |
| --------------------- | -------------- | --------- | ------------------------------------------- | --- | --------------- | ----------------- |
| Миллениум             | 1 октября 2001 | 2500 экз. | Республиканский дворец культуры профсоюзов. | Скульптурная группа фронтона Республиканского дворца культуры профсоюзов, специальный серийный номер и особое обозначение на поле водяного знака. |                 |                   |
| Мая краіна — Беларусь | 15 июля 2016   | 999 экз.  | Национальная библиотека республики.         | Коллаж, посвящённый теме литературы (перо, чернильница, обложки книг, лист папоротника).                                                          |                 |                   |